# Берегитесь банды Йонссона
«Берегитесь банды Йонссона» (швед. Se upp för Jönssonligan) — шведская кинокомедия режиссёра Томаса Альфредсона. Это пятнадцатый фильм в киносерии Jönssonligan и одновременно перезапуск всей серии.

## В ролях
- Хенрик Дорсин — Чарлз-Ингвар Йонссон[6]
- Андерс Анкан Йоханссон — Рагнар Ванхеден[6]
- Дэвид Сундин — Гарри Динамит[6]
- Хедда Стиернстедт[6]
- Лена Олин — Анита

## Создание
К июлю 2018 года на роли трёх главных персонажей были приняты комики Хенрик Дорсин в качестве Чарлза-Ингвара Йонссона, Андерс Анкан Йоханссон в качестве Рагнара Ванхедена и Дэвид Сундин в качестве Гарри Динамита. В том же месяце состоялся кастинг актёров в возрасте от 7-ми до 10-ти лет.
В июле 2018 года съёмки должны были начаться в Норрчёпинге. Как и было запланировано, съёмки начались в августе.

## Выход
Первоначально выход фильма был намечен на конец зимы 2019 года, но потом был перенесён на осень 2020
.